# Atletica leggera ai XVIII Giochi del Mediterraneo - 3000 metri siepi maschili
La specialità dei 3000 metri siepi maschili ai XVIII Giochi del Mediterraneo si è svolta il 27 giugno 2018 presso l'Estadio de Atletismo de Campclar di Tarragona.

## Calendario
| Data      | Ora   | Turno  |
| --------- | ----- | ------ |
| 27 giugno | 21:10 | Finale |

## Risultati

### Finale
| Class   | Nome                 | Nazione | Tempo   | Note |
| ------- | -------------------- | ------- | ------- | ---- |
| Oro     | Soufiane El Bakkali  | Marocco | 8:20.97 |      |
| Argento | Amor Ben Yahia       | Tunisia | 8:26.14 |      |
| Bronzo  | Yohanes Chiappinelli | Italia  | 8:32.06 |      |
| 4       | Eric Peñalver        | Spagna  | 8:33.95 |      |
| 5       | Abderraouf Boubaker  | Tunisia | 8:35.66 |      |
| 6       | Osama Zoghlami       | Italia  | 8:36.28 |      |
| 7       | Hicham Bouchicha     | Algeria | 8:40.43 |      |
| 8       | Daniel Arce          | Spagna  | 8:43.67 |      |
| 9       | Igor Bougnot         | Francia | 8:51.82 |      |
| 10      | Aras Kaya            | Turchia | 8:59.48 |      |
| 11      | Nikolas Fragkou      | Cipro   | 9:09.14 |      |
| 12      | Louis Gilavert       | Francia | 9:12.44 |      |
| 13      | Nikolaos Gkotsis     | Grecia  | 9:14.90 |      |
| dnf     | Mohamed Tindouft     | Marocco | dnf     |      |
| dnf     | Tarik Langat Akdag   | Turchia | dnf     |      |